# Mitch Gerads
Mitch Gerads (né le 18 septembre 1981) est un dessinateur de bande dessinée américain qui travaille pour DC Comics, l'une des deux principales maison d'édition de comic books.
Ce dessinateur réaliste a notamment créé avec le scénariste Tom King les mini-séries à succès Sheriff of Babylon (en) (2015-2017) et Mister Miracle (2017-2018).

## Récompenses
- 2018 : Prix Eisner du meilleur dessinateur/encreur pour Mister Miracle
- 2019 : Prix Eisner de la meilleure mini-série pour Mister Miracle (avec Tom King) ; du meilleur dessinateur/encreur pour Mister Miracle[1]
- 2023 : Prix Eisner du meilleur one-shot pour Batman : One Bad Day: The Riddler (avec Tom King)[2]